# Lijst van partners van koningen der Nederlanden
Dit is een lijst van partners van koningen of koninginnen der Nederlanden.
| Partners van de koningen of koninginnen van Nederland | Partners van de koningen of koninginnen van Nederland | Partners van de koningen of koninginnen van Nederland | Partners van de koningen of koninginnen van Nederland | Partners van de koningen of koninginnen van Nederland | Partners van de koningen of koninginnen van Nederland | Partners van de koningen of koninginnen van Nederland | Partners van de koningen of koninginnen van Nederland | Partners van de koningen of koninginnen van Nederland |
|                                                       | Naam                                                  | Geboren                                               | Getrouwd                                              | Van                                                   | Tot                                                   | Overleden                                             | Monarch                                               |                                                       |
| Koninkrijk Holland                                    | Koninkrijk Holland                                    | Koninkrijk Holland                                    | Koninkrijk Holland                                    | Koninkrijk Holland                                    | Koninkrijk Holland                                    | Koninkrijk Holland                                    | Koninkrijk Holland                                    | Koninkrijk Holland                                    |
| ----------------------------------------------------- | ----------------------------------------------------- | ----------------------------------------------------- | ----------------------------------------------------- | ----------------------------------------------------- | ----------------------------------------------------- | ----------------------------------------------------- | ----------------------------------------------------- | ----------------------------------------------------- |
|                                                       | Hortense de Beauharnais                               | 10 april 1783                                         | 4 januari 1802                                        | 5 juni 1806 troonsbestijging echtgenoot               | 1 juli 1810 troonsafstand echtgenoot                  | 5 oktober 1837                                        | Lodewijk Napoleon Bonaparte                           |                                                       |
| Koninkrijk der Nederlanden                            |                                                       |                                                       |                                                       |                                                       |                                                       |                                                       |                                                       |                                                       |
|                                                       | Wilhelmina van Pruisen                                | 18 november 1774                                      | 1 oktober 1791                                        | 6 december 1813 troonsbestijging echtgenoot           | 12 oktober 1837 overlijden                            | 12 oktober 1837 overlijden                            | Willem I                                              |                                                       |
|                                                       | Henriette d'Oultremont de Wégimont                    | 28 februari 1792                                      | 17 februari 1841 huwelijk met afgetreden monarch      | 17 februari 1841 huwelijk met afgetreden monarch      | 12 december 1843 overlijden echtgenoot                | 26 oktober 1864                                       | Willem I                                              |                                                       |
|                                                       | Anna Paulowna van Rusland                             | 18 januari 1795                                       | 21 februari 1816                                      | 7 oktober 1840 troonsbestijging echtgenoot            | 17 maart 1849 overlijden echtgenoot                   | 1 maart 1865                                          | Willem II                                             |                                                       |
|                                                       | Sophie van Württemberg                                | 17 juni 1818                                          | 18 juni 1839                                          | 17 maart 1849 troonsbestijging echtgenoot             | 3 juni 1877 overlijden                                | 3 juni 1877 overlijden                                | Willem III                                            |                                                       |
|                                                       | Emma van Waldeck-Pyrmont                              | 2 augustus 1858                                       | 7 januari 1879 huwelijk met regerende monarch         | 7 januari 1879 huwelijk met regerende monarch         | 23 november 1890 overlijden echtgenoot                | 20 maart 1934                                         | Willem III                                            |                                                       |
|                                                       | Hendrik van Mecklenburg-Schwerin                      | 19 april 1876                                         | 7 februari 1901 huwelijk met regerende monarch        | 7 februari 1901 huwelijk met regerende monarch        | 3 juli 1934 overlijden                                | 3 juli 1934 overlijden                                | Wilhelmina                                            |                                                       |
|                                                       | Bernhard van Lippe-Biesterfeld                        | 29 juni 1911                                          | 7 januari 1937                                        | 6 september 1948 troonsbestijging echtgenote          | 30 april 1980 troonsafstand echtgenote                | 1 december 2004                                       | Juliana                                               |                                                       |
|                                                       | Claus van Amsberg                                     | 6 september 1926                                      | 10 maart 1966                                         | 30 april 1980 troonsbestijging echtgenote             | 6 oktober 2002 overlijden                             | 6 oktober 2002 overlijden                             | Beatrix                                               |                                                       |
|                                                       | Máxima Zorreguieta                                    | 17 mei 1971                                           | 2 februari 2002                                       | 30 april 2013 troonsbestijging echtgenoot             | Heden                                                 | Heden                                                 | Willem-Alexander                                      |                                                       |